# Baselios Geevarghese II
Baselios Geevarghese II (imię świeckie Geevarghese Puthenpurackal, ur. 16 czerwca 1874 w Kurichi, zm. 3 stycznia 1964) – duchowny Malankarskiego Kościoła Ortodoksyjnego, w latach 1929-1964 Katolikos Wschodu i zwierzchnik tegoż Kościoła. 

## Życiorys
Pochodził z szanowanej rodziny, jego matka była krewną późniejszego malankarskiego świętego, Grzegorza z Parumali. 24 maja 1892 został wyświęcony na subdiakona, a niedługo później na diakona. Święcenia kapłańskie przyjął 26 listopada 1898, a cztery dni później złożył śluby zakonne. Sakrę biskupią otrzymał 10 września 1912 z rąk emerytowanego patriarchy antiocheńskiego Ignacego Abdul Masiha II i objął rządy w diecezjach Niranam i Thumpamon. Jako biskup przyjął imię Grzegorz. 15 lutego 1929, po śmierci poprzednika, został intronizowany na katolikosa. W 1934 roku został wybrany na metropolitę Malankary, od tego czasu oba urzędy pozostają połączone. W roku 1958 dokonał zjednoczenia zwaśnionych odłamów Kościoła malankarskiego, unia ta przetrwała 17 lat. W ciągu swoich rządów dwa razy poświęcił krzyżmo święte, konsekrował też jedenastu biskupów.
Zmarł 3 stycznia 1964 w wieku 89 lat, niedługo przed śmiercią miała się mu ukazać Matka Boża. Jego następcą na stolicy św. Tomasza został Baselios Augen I.